# Parafia św. Brata Alberta w Jabłonce-Borach
Parafia św. Brata Alberta w Jabłonce – rzymskokatolicka parafia należąca do dekanatu Jabłonka archidiecezji krakowskiej.